# Rufina Gasheva
Rufina Sergeyevna Gasheva (em russo:  Руфина Сергеевна Гашева; 14 de outubro de 1921–1 de maio de 2012) foi uma aviadora soviética durante a Segunda Guerra Mundial, que serviu na formação feminina Bruxas da Noite. Ela foi homenageada com o título de Heroína da União Soviética. Gasheva serviu navegadora em um Polikarpov Po-2 do regimento. Depois da guerra, continuou a servir e foi professora de línguas estrangeiras na Academia Militar Malinovsky antes de se reformar. Depois de se aposentar, Gasheva trabalhou no Departamento de Literatura Estrangeira em Voenizdat.

## Prémios
Gasheva recebeu os seguintes prémios.
- Heroína da União Soviética
- Ordem de Lenin
- Ordem do Estandarte Vermelho (2)
- Ordem da Guerra Patriótica de 1ª classe (2)
- Ordem da Estrela Vermelha (2)
- Medalha de Mérito de Batalha